# اندیس کلات سلیمان
کلات سلیمان یک اندیس فلزی است که در حوالی شهر سر بیشه استان خراسان قرار دارد و مادهٔ معدنی موجود در آن، منیزیت است.  